# اوتتال
اوتتال (به لاتین: Ottal) یک منطقهٔ مسکونی در روسیه است که در داغستان واقع شده‌است.